# Arthur "Addie" Køpcke
Arthur Køpcke (26. november 1928 i Hamburg – 20. oktober 1977 i København) var en tysk fluxuskunstner. 
Arthur Køpckes betydning som dynamisk samlingspunkt for den europæiske avantgarde i slutningen af 50'erne og begyndelsen af 60'erne udgik fra Galerie Køpcke tre forskellige steder i København. 
Men han virkede også ude i Europa i forskellige udtryksformer: oliemaleri, assemblager, collager, skulpturer, film m.v. 
De fleste af hans værker fra 60'erne tager udgangspunkt i hans hovedværk reading/work-pieces -
en samling ideer til værker, som opfordrer beskueren til aktiv medvirken.

## SE også
- En cigarets tid - et portræt af Arthur Køpcke